# Чемпионат Европы по конькобежному спорту 1914
Чемпионат Европы по конькобежному спорту 1914 года — 22-й чемпионат Европы, который прошёл 8 - 9 февраля 1914 года в Берлине (Германия). Чемпионат проводился на четырёх дистанциях: 500 метров – 1500 метров – 5000 метров – 10000 метров. В соревнованиях принимали участие только мужчины — 7 конькобежцев из 5 стран. Победителем чемпионата Европы стал Оскар Матисен (Норвегия), призёрами — Василий Ипполитов (Россия) и Бьярне Франг (Норвегия). Россию на чемпионате представлял Василий Ипполитов. Этот чемпионат стал последним перед Первой мировой войной. Очередное первенство Старого света прошло в 1922 году в Финляндии.

## Результаты чемпионата
| место | спортсмен         | страна    | очки | 500 м    | 1500 м     | 5000 м        | 10000 м     |
| ----- | ----------------- | --------- | ---- | -------- | ---------- | ------------- | ----------- |
| 1     | Оскар Матисен     | Норвегия  | 5    | 45,6 (1) | 2.31,8 (1) | 9.18,0 (1)    | 19.08,6 (2) |
| 2     | Василий Ипполитов | Россия    | 9    | 48,0 (3) | 2.40,0 (3) | 9.33,3 (2)    | 19.02,8 (1) |
| 3     | Бьярне Франг      | Норвегия  | 12   | 46,2 (2) | 2.37,5 (2) | 9.58,4 (4)    | 20.48,2 (4) |
| 4     | Кристиан Стром    | Норвегия  | 14   | 49,3 (4) | 2.42,8 (4) | 9.41,1 (3)    | 20.06,4 (3) |
| 5     | Хенри Кретзер     | Германия  | 20   | 50,8 (5) | 2.57,0 (5) | 10.29,6 Ф (5) | 22.08,7 (5) |
| Б/М   | Макс Книель       | Швейцария | –    | 54,0 (6) | 3.03,7 (6) | Н/Ф           | –           |
| Б/М   | Нильс Моландер    | Швеция    | –    | 54,2 (7) | –          | Н/С           | –           |

## Ссылка
Результаты конькобежного спорта с 1887 года и по наши дни, анг.